# Ramdani Lestaluhu
Rizky Ramdani Lestaluhu (sinh ngày 5 tháng 11 năm 1991 tại Tulehu) là một cầu thủ bóng đá người Indonesia hiện tại thi đấu cho Persija Jakarta.

## Đời sống cá nhân
Lestaluhu sinh ra với bố mẹ là Abdul Latif Lestaluhu và Healthy Ohorella, là con út trong gia đình có tám người con. Với biệt danh Dani được bạn bè đặt cho, Lestaluhu được Iwan Setiawan khám phá ra, một cựu huấn luyện viên U-17 quốc gia, khi xem anh thi đấu. Lestaluhu theo đạo Hồi.

## Sự nghiệp quốc tế
Lestaluhu có màn ra mắt quốc tế cho Indonesia ngày 28 tháng 11 năm 2014, trong trận đấu trước Lào ở AFF Cup 2014. Anh ghi 2 bàn trong chiến thắng 5-1.

### Đội tuyển quốc gia
| Đội tuyển quốc gia Indonesia | Đội tuyển quốc gia Indonesia | Đội tuyển quốc gia Indonesia |
| Năm                          | Số trận                      | Bàn thắng                    |
| ---------------------------- | ---------------------------- | ---------------------------- |
| 2014                         | 1                            | 2                            |
| 2014                         | 2                            | 0                            |
| Tổng cộng                    | 2                            | 2                            |

## Bàn thắng quốc tế
Ramdani Lestaluhu: Bàn thắng U-23 quốc tế
| Bàn thắng | Thời gian            | Địa điểm                                           | Đối thủ        | Tỉ số | Kết quả | Giải đấu                         |
| --------- | -------------------- | -------------------------------------------------- | -------------- | ----- | ------- | -------------------------------- |
| 1         | 7 tháng 11 năm 2011  | Sân vận động Gelora Bung Karno, Jakarta, Indonesia | U-23 Campuchia | 6–0   | 6–0     | Đại hội Thể thao Đông Nam Á 2011 |
| 2         | 21 tháng 11 năm 2013 | Sân vận động Gelora Bung Karno, Jakarta, Indonesia | U-23 Lào       | 1–0   | 3–0     | 2013 MNC Cup                     |
| 3         | 30 tháng 3 năm 2014  | Sân vận động Manahan, Surakarta, Indonesia         | U-23 Sri Lanka | 5–0   | 5–0     | Giao hữu                         |
| 4         | 2 tháng 4 năm 2014   | Sân vận động Hougang, Hougang, Singapore           | U-23 Singapore | 1–1   | 1–2     | Giao hữu                         |
| 5         | 26 tháng 9 năm 2014  | Sân vận động bóng đá Incheon, Incheon, Hàn Quốc    | U-23 Maldives  | 0–1   | 0–4     | Đại hội Thể thao Châu Á 2014     |

Ramdani Lestaluhu: Bàn thắng quốc tế
Tỉ số và kết quả liệt kê bàn thắng của Indonesia trước.
| #  | Ngày                 | Địa điểm                      | Đối thủ | Tỉ số | Kết quả | Giải đấu     |
| -- | -------------------- | ----------------------------- | ------- | ----- | ------- | ------------ |
| 1. | 28 tháng 11 năm 2014 | Sân vận động Hàng Đẫy, Hà Nội | Lào     | 2–0   | 5–1     | AFF Cup 2014 |
| 2. | 28 tháng 11 năm 2014 | Sân vận động Hàng Đẫy, Hà Nội | Lào     | 3–1   | 5–1     | AFF Cup 2014 |

## Danh hiệu
U-23 Indonesia
- Đại hội Thể thao Đông Nam Á Silver Medal (2): 2011, 2013
- Huy chương Bạc Đại hội Thể thao Đoàn kết Hồi giáo: 2013

### Câu lạc bộ
Persija Jakarta
- Indonesia President's Cup: 2018